# Pastrami

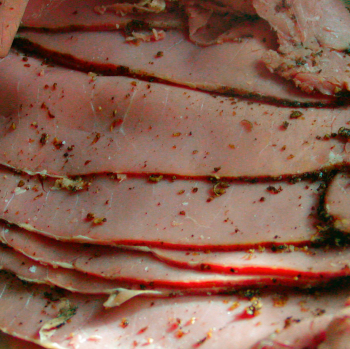
Pastrami.

Pastrami är konserverat kött. Ordet păstra betyder konservera på rumänska, och de judiska butiker som sålde rätten i USA gav den namnet pastrami. Det är möjligt att detta gjordes för att låta ungefär som det italienska salami. En annan teori är att ordet härstammar från nygrekiskans pastramá eller turkiskans pastırma eller bastirma som betyder ”pressa, trycka ihop”, från Mellanöstern.
Köttet har först saltats och sedan kryddats med en kryddblandning och därefter ugnsbakats och rökts lätt. Vitlök, svartpeppar, mejram och basilika är exempel på kryddor som kan användas till pastrami. 
Enligt den ursprungliga rumänska traditionen användes lammkött eller gås. Trots att pastrami i svenska affärer oftast är griskött, har detta aldrig använts som "officiell" pastrami. Rätten är av judisk härkomst, och fläskkött är inte kosher.

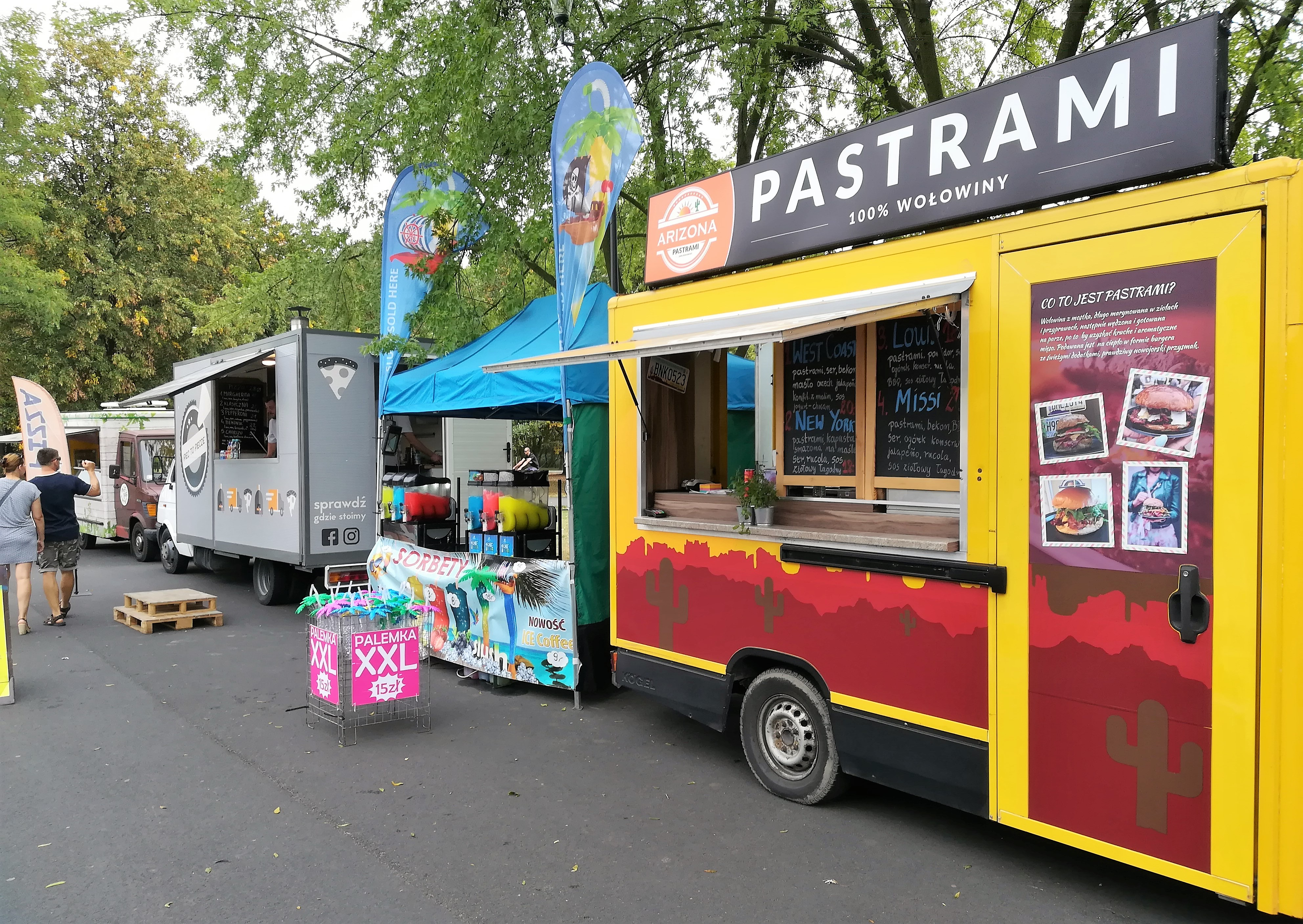
Mobilt gatukök i polska Poznań som specialiserat sig på amerikansk pastrami. Enligt skylten används endast 100 procent nötkött.

I USA är dock nötköttspastrami, gjort av bringa, det allra vanligaste. Det finns även pastrami av kalkon.
Pastrami skärs i tunna skivor och kan exempelvis användas som kallskuret och som smörgåspålägg.